# Pietro Negri

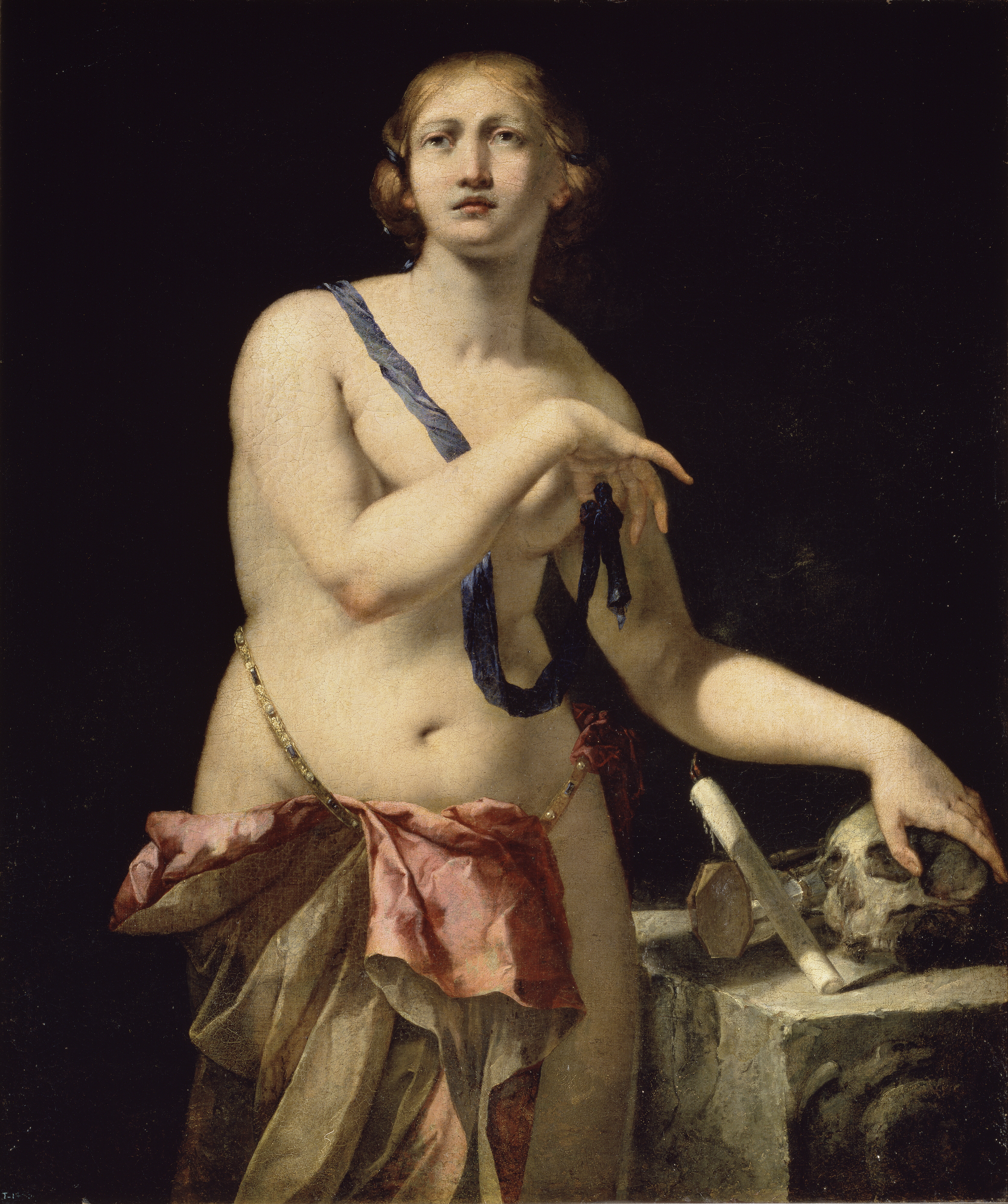
Vanitas, 1662, óleo sobre lienzo, 110 x 90 cm, Madrid, Museo del Prado.

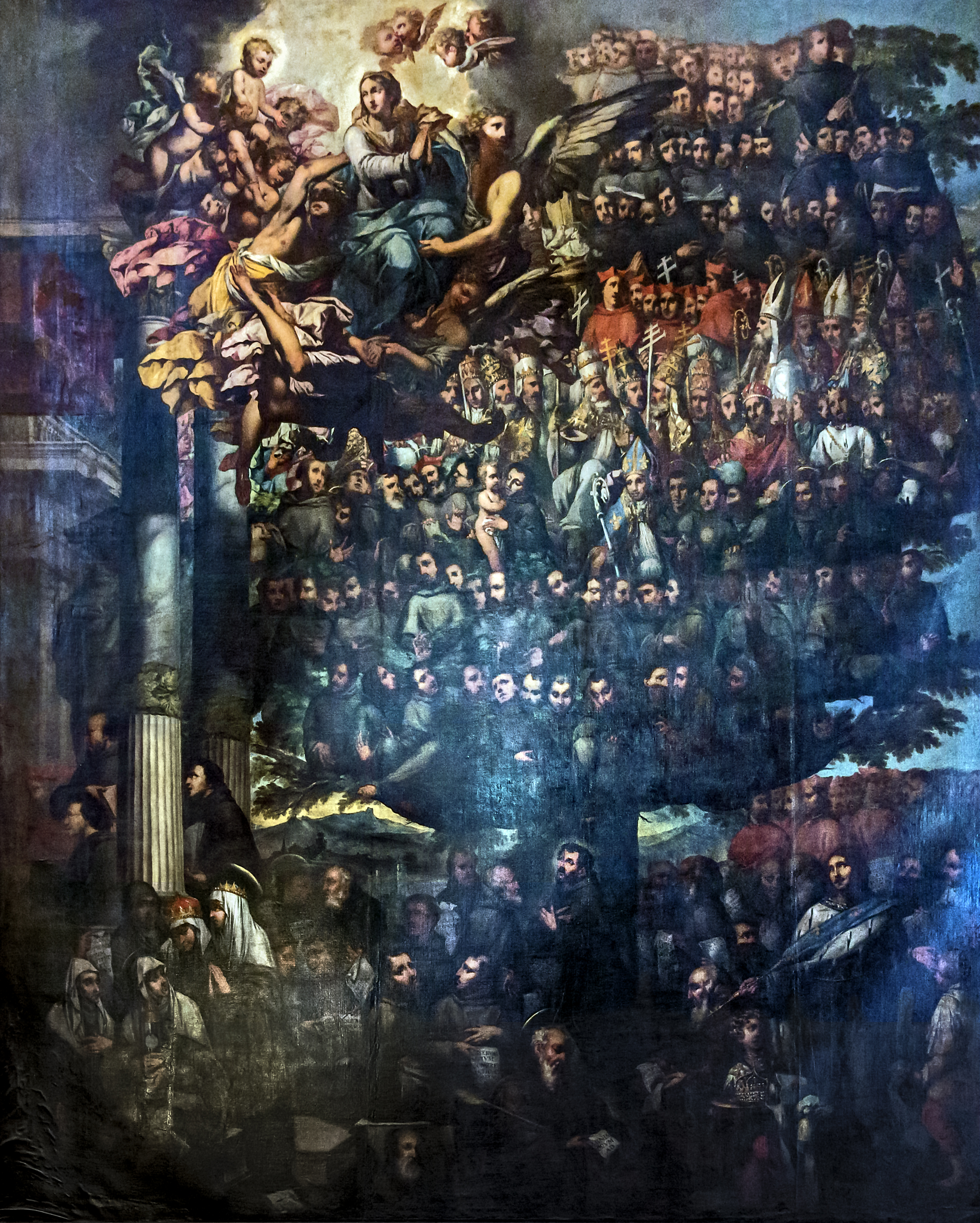
Árbol seráfico de las tres órdenes franciscanas

Pietro Negri (Venecia, 1628 – 1679), fue un pintor barroco italiano.
Nacido probablemente en Venecia y discípulo de Matteo Ponzone, más adelante habría pasado a estudiar con Francesco Ruschi en compañía de Antonio Zanchi y Federico Cervelli. Su estilo revela esa diversidad de influencias, desde el tardomanierismo de su primer maestro y la apertura al naturalismo tenebrista de Ruschi en paralelo con Zanchi.
La primera noticia de su actividad es su firma como inventor del grabado de portada del Antioco de Nicoló Miniato (1658). También de estos años se conocen algunos estudios de manos, pies y cabezas —entre ellas la del Laocoonte helenístico— recogidos en el llamado Álbum di Camerino. Una carta del camarlengo Filippo Leoncelli fechada en Venecia el 21 de octubre de 1662 y dirigida al conde Humprecht Jan Černín, embajador imperial en Roma y Venecia, aludía a Zanchi y Negri trabajando juntos en la academia de desnudo del primero. Leoncelli informaba a su corresponsal de que Negri había concluido el cuadro de «quella Donna» a la que unos días antes le había visto pintar el pecho con diligencia. El cuadro de mujer aludido, que habría pasado a la colección Černín y fue reproducido como anónimo en las Imagines Galeriae de dicha colección, conservadas en la Biblioteca nacional de Praga, se ha reconocido en la Vánitas o Magdalena penitente del Museo del Prado, sensual desnudo femenino con recuerdos del trabajo de Ruschi.
En 1664 Marco Boschini, en Le miniere della pittura, se refería a él como pintor ingenioso, mencionando una desaparecida Virgen del Rosario de la iglesia de Santa Margherita de Venecia. De esos años han de ser algunos cuadros mitológicos o de la historia antigua, como el Mercurio y Argos del Museo de Caen o Semiramis recibe la noticia de la insurrección de Babilonia. En 1670 pintó el Árbol seráfico de las tres órdenes franciscanas (Venecia, Basílica de Santa María dei Frari), en el que se ha señalado un retroceso hacia fórmulas arcaicas por atender a las exigencias de los comitentes, aunque también se ha ensalzado el rompimiento de gloria de la parte superior, cercano en su concepción plástica a una de sus obras más célebres: el Nerón y Agripina de la Gemäldegalerie Alte Meister de Dresde.
De 1673 es la que se considera su obra maestra: Santos Marcos y Roque interceden junto con la Virgen por el cese de la peste en Venecia, colocada en la escalera de la Scuola di S. Rocco de Venecia frente a otra pintura de semejante asunto pintada por Zanchi. Más tardías son la Lamentación sobre el cuerpo de Cristo muerto de la iglesia de Santa Maria Formosa, el Buen Samaritano de colección particular y La Verdad y el Tiempo del Museo cívico de Asolo.

## Biografía y obra
- Fossaluzza, Giorgio, «Annotazioni e aggiunte al catalogo di P. Negri, pittore “del chiaro giorno alquanto inimico”. Seconda parte», Verona illustrata, XXIV (2011), pp. 109-133.
- Pacciarotti, Giuseppe, La pintura barroca en Italia, Madrid, Akal, 2000, ISBN 8470903764